# حكومة صلاح الدين البيطار الثانية
تشكلت حكومة صلاح الدين البيطار الثانية في 13 أيـار 1963 بموجب المرسوم رقم 304 الصادر بتاريخ 13 أيـار 1963 القاضي بتشكيل حكومة الجمهورية العربية السورية برئاسة السيد صلاح الدين البيطار واستمرت حتى استقالتها في 4 آب 1963 بموجب المرسوم 780. نصت المادة الثانية من مرسوم التشكيل على تكليف اللواء أركان حرب زياد الحريري رئيس الأركان العامة للجيش والقوات المسلحة بمهام وزارة الدفاع إضافة إلى عمله.

## التشكيل الوزاري
- السيد صلاح الدين البيطار، رئيساً لمجلس الوزراء ووزيراً للخارجية بالوكالة
- محمد أمين الحافظ، نائباً لرئيس مجلس الوزراء ووزيراً للداخلية
- السيد الدكتور سامي الجندي، وزيراً للإعلام ووزيراً للثقافة والإرشاد القومي بالوكالة
- السيد منصور الأطرش، وزيراً للشؤون الاجتماعية والعمل ووزيراً للصناعة بالوكالة
- السيد الوليد طالب، وزيراً للشؤون البلدية والقروية
- السيد أحمد أبو صالح، وزيراً للمواصلات ووزيراً للأشغال العامة بالوكالة
- السيد مصطفى الشماع، وزيراً للمالية
- السيد شبلي العيسمي، وزيراً للتربية والتعليم ووزيراً للإصلاح الزراعي بالوكالة
- السيد عبد الرحمن الطباع، وزيراً للأوقاف
- السيد الدكتور عبد الخالق النقشبندي، وزير دولة لشؤون رئاسة المجلس الوطني لقيادة الثورة
- السيد الدكتور مظهر الشربجي، وزيراً للعدل ووزير دولة لشؤون الوحدة بالوكالة
- العميد أركان حرب غسان حداد، وزيراً للتخطيط
- السيد الدكتور جورج طعمة، وزيراً للاقتصاد
- السيد الدكتور عادل طربين، وزيراً للزراعة ووزيراً للتموين بالوكالة
- السيد الدكتور عبد الرزاق الشققي، وزيراً للصحة والإسعاف العام

## روابط خارجية
- مجلس الوزراء السوري
- الحكومات السورية على موقع رئاسة مجلس الوزراء
- الحكومات السورية على موقع مجلس الشعب السوري
- وزارات الدولة على بوابة الحكومة الإلكترونية السورية
- الوزارات والهيئات الحكومية على موقع مجلس الشعب السوري